# Auray
Auray (bretonsky: An Alre) je město ve Francii, leží v bretaňském départementu Morbihan. Podle sčítání lidu z roku 1999 ho obývá 10 911 obyvatel, kteří se nazývají Alréens. Turisticky zajímavé je aurayské středověké jádro města s přístavem.

## Historie
Město Auray sehrálo určitou roli v dějinném vývoji – nedaleko města proběhla 29. září 1364 bitva u Auray, součást války o bretaňské dědictví, stoleté války jako celku. Roku 1776 se v Auray vylodil Benjamin Franklin, když po vypuknutí americké války za nezávislost jel do Paříže požádat Ludvíka XVI. o vojenskou pomoc.

## Partnerská města
- Ussel
- Utting